# Eleccions legislatives de São Tomé i Príncipe de 1991
Les eleccions legislatives de São Tomé i Príncipe de 1991 van tenir lloc en 20 de gener de 1991. Van ser les primeres eleccions multipartidistes per a l'Assemblea Nacional, després d'un referèndum l'any anterior. El resultat va ser una victòria per al Partit de Convergència Democràtica - Grup de Reflexió, qui va obtenir 33 dels 55 escons, derrotant fins aleshores partit únic, el Moviment per l'Alliberament de São Tomé i Príncipe/Partit Socialdemòcrata. La participació electoral fou del 76.7%.

## Antecedents i resultat de les eleccions
Els principals partits polítics a les eleccions foren l'antic partit únic Moviment per l'Alliberament de São Tomé i Príncipe/Partit Socialdemòcrata (MLSTP-PSD), el Partit de Convergència Democràtica - Grup de Reflexió (PCD-GR), un partit format per una coalició de dissidents del MLSTP, independents, i joves professionals. Alguns dels partits més petits que van participar en a les eleccions van ser els CDF, o Front Democràtic Cristià i la Coalició Democràtica de l'Oposició (CODO), creat per la fusió de tres moviments d'oposició al'exili.
Les eleccions, considerades transparents, lliures i justes van tenir com a resultat la victòria de la PCD-GR, i la derrota MLSTP, atribuïda al problemes econòmics del país. En febrer es va instal·lar un govern transitori liderat per Daniel Daio a l'espera de les eleccions presidencials que s'havien de celebrar el maig de 1991.

## Resultats
| Partit                                                                    | Vots   | %     | Esconss |
| ------------------------------------------------------------------------- | ------ | ----- | ------- |
| Partit de Convergència Democràtica - Grup de Reflexió                     | 21,535 | 59.33 | 33      |
| Moviment per l'Alliberament de São Tomé i Príncipe/Partit Socialdemòcrata | 12,090 | 33.31 | 21      |
| Coalició Democràtica de l'Oposició                                        | 2,071  | 5.72  | 1       |
| Front Democràtic Cristià                                                  | 598    | 1.65  | 0       |
| Nuls/blancs                                                               | 3,311  | –     | –       |
| Total                                                                     | 39,605 | 100   | 55      |
| Font: Romana                                                              |        |       |         |